# George Goetz
George Goetz (geboren 13. November 1892 in Kopenhagen; gestorben 1968) war Generalsekretär der Vereinigung für das Liberale Judentum in Deutschland, Chefredakteur der Jüdisch-liberalen Zeitung, Prediger an den jüdisch-liberalen Hermann-Falkenberg-Synagogen, sowie in der Jüdischen Gemeinde zu Berlin. Sein Rabbinerstudium an der Hochschule für die Wissenschaft des Judentums musste er während der Novemberpogrome 1938 abbrechen. Goetz ging zunächst ins dänische, dann schwedische Exil, wo er u. a. einen Briefwechsel mit Hermann Hesse begann. Nach dem Krieg wurde er Gründungsmitglied des Internationaal Constantin Brunner Instituut (ICBI) und später dessen Präsident. Er veröffentlichte Artikel in deutschsprachigen Zeitungen und hielt von 1964 bis 1968 im Norddeutschen Rundfunk monatliche Vorträge zu jüdischen Themen.

## Leben

### Jugend, Ausbildung und erste Berufstätigkeit
George Goetz wurde am 13. November 1892 in der dänischen Hauptstadt Kopenhagen geboren. Schon im Alter von fünf Jahren kam er jedoch nach Hamburg, wo er bei seinem Großvater aufwuchs. Entgegen seinem Wunsch, ein Rabbinerstudium zu beginnen, wurde von seiner Familie bestimmt, dass er eine kaufmännische Lehre absolviere. So wurde er zunächst kaufmännisch tätig und zog 1917 nach Danzig. Dort heiratete er 1919 und aus der Ehe gingen die Söhne Wolfgang und Hans hervor. Goetz war aktiv im Danziger jüdischen Gemeindeleben und lernte dort u. a. den Zahnarzt Erich Bretsch kennen, der ihn mit den Werken des deutsch-jüdischen Philosophen Constantin Brunner (1862–1937) bekannt machte, was sich für Goetz’ spätere Aktivitäten von Bedeutung erweisen sollte.

### Engagement für das liberale Judentum und Rabbinerstudium
Mit Brunner begann Goetz bald einen Briefwechsel, der nach dem Umzug der Familie Goetz nach Berlin im Februar 1925 auch in eine persönliche Freundschaft mündete. In Berlin beendete Goetz seine kaufmännische Tätigkeit und engagierte sich stattdessen verstärkt für das liberale Judentum. So wurde er von 1925 bis 1934 Generalsekretär der Vereinigung für das Liberale Judentum in Deutschland und war von 1930 bis 1935 Chefredakteur der Jüdisch-liberalen Zeitung. Ebenfalls wirkte er von 1926 bis 1938 als Prediger in den liberalen Hermann-Falkenberg-Synagogen und parallel dazu von 1936 bis 1938 in der Jüdischen Gemeinde zu Berlin. An der Hochschule für die Wissenschaft des Judentums begann er 1936, darin bestärkt durch die Berliner Jüdische Gemeinde, ein Studium mit dem Ziel Rabbiner zu werden. Dieses konnte er jedoch nicht mehr beenden. In der Reichspogromnacht wurde er von den Nationalsozialisten verhaftet, kam zunächst frei und sah sich gezwungen mit seiner Familie das Land zu verlassen.

### Exilzeit in Dänemark und Schweden, Privatstudien und Briefkorrespondenz mit Hermann Hesse
Seit dem 13. November 1938 lebte die Familie Goetz in Kopenhagen. Dort betrieb Goetz private Studien in der dänischen Universitätsbibliothek, u. a. zur Atomphysik und der philosophischen Atomlehre, welche zentrale Themen eines Buchmanuskriptes werden sollten. Im Oktober 1943 begannen die Nazis auch in Dänemark Personen jüdischer Herkunft zu verfolgen. Die Familie Goetz entging der erneuten Verfolgung mit der Hilfe von Fischerbooten, welche viele Verfolgte im Geheimen nach Schweden evakuierten. Bis zum Ende des Zweiten Weltkriegs im Mai 1945 lebte Goetz in Stockholm, arbeitete für verschiedene schwedische Bibliotheken und hielt Vorträge in den Kreisen von Exilanten. In dieser Zeit begann er einen Briefwechsel mit dem Schriftsteller Hermann Hesse.

### Nachkriegszeit, philosophisches Engagement und Vortragstätigkeit
Im Mai 1945 kehrte die Familie Goetz zunächst nach Kopenhagen zurück. Ende desselben Jahres verstarb dort Goetz’ Frau. Daraufhin wurde er im Jahr 1946 für britische Besatzungsbehörden in Hamburg tätig, wo er auch Kontakte im Kulturbereich knüpfte, u. a. zur Gesellschaft für Christlich-Jüdische Zusammenarbeit. Weiterhin dem philosophischen Werk Constantin Brunners verbunden, begab er sich im Herbst 1946 ins Exilland Brunners nach Den Haag in den Niederlanden, um Kontakte zu überlebenden Brunner-Anhängern und -Freunden (wieder)aufzunehmen. Im Herbst 1947 zog er für eine längere Zeit nach Holland und blieb bis zum Juni 1949. Er wurde Gründungsmitglied des Internationaal Constantin Brunner Instituut (ICBI), einer Stiftung, welche sich der Neuherausgabe der durch die Nazis vernichteten Werke Brunners widmete. Aus dem holländischen Brunner-Netzwerk stammte auch seine zweite Frau Truus Klijn. Das Paar zog 1949 nach Kopenhagen und heiratete dort. Nach dem Tod Lothar Bickels 1951, des ersten Präsidenten des ICBI, wurde Goetz dessen Nachfolger. Von Dänemark aus veröffentlichte Goetz Artikel in deutschen und deutschsprachigen Zeitungen, hielt Vorträge und sorgte für die Aufnahme von Brunner in dänische Lexika. Für den Norddeutschen Rundfunk hielt er zwischen 1964 und 1968 monatliche Vorträge zu jüdischen Themen, bevor er im Jahr 1968 verstarb.
Sein jüngerer Sohn Hans Raphael Goetz (1921–2013) wurde Musiker und Philosoph. Er brachte posthum (1991) Vorträge und Aufsätze seines Vaters unter dem Titel Philosophie und Judentum heraus.

## Schriften
- George Goetz, Hans Goetz (Hg.): Zur Geschichte der Atomistik. Verwechslung der Atome der Philosophie mit den Atomen der Physik. Ein wissenschaftlicher Essay (1948). Monsenstein und Vannerdat, Münster 2009, ISBN 3-86582-995-3.
- George Goetz, Hans Goetz (Hg.): Philosophie und Judentum. Vorträge und Aufsätze aus den Jahren 1924–1968. Hansa-Verlag, Husum 1991, ISBN 3-920421-59-0.